# سانت مارت سور لو لاك (كيبك)
سانت مارت سور لو لاك، كيبك (بالإنجليزية: Sainte-Marthe-sur-le-Lac) هي مدينة كندية تقع في مقاطعة كيبك. تبلغ مساحة هذه المدينة 9.3141 (كم²)، ويبلغ عدد سكانها 11311 نسمة حسب إحصاء سنة 2006 م، بينما كان يسكنها 8742 نسمة في سنة 2001 م. تحتل هذه المدينة المرتبة رقم 330 بين مدن كندا حسب عدد السكان والمرتبة رقم 85 في المقاطعة. النمو سكاني في هذه المدينة يقدر بـ(29.4).

## وصلات خارجية
- الأطلس الحكومي لكندا
- إحصاءات كندا مع ساعة تعداد السكان نسخة محفوظة 23 مارس 2008 على موقع واي باك مشين.